# Finale della Coppa delle Fiere 1963-1964
La finale della 6ª edizione della Coppa delle Fiere fu disputata in gara unica tra Valencia e Real Saragozza.
Il 24 giugno 1964 al Camp Nou di Barcellona la partita, arbitrata dal portoghese Joaquim dos Campos, finì 2-1 e ad aggiudicarsi il trofeo fu la squadra aragonese.

## Il cammino verso la finale
Il Valencia esordì contro gli irlandesi dello Shamrock Rovers vincendo 3-2 tra andata e ritorno. Agli ottavi gli spagnoli affrontarono gli austriaci del Rapid Vienna vincendo 3-2 in casa dopo che l'andata si concluse a reti inviolate. Ai quarti di finale i Taronges eliminarono gli ungheresi dell'Újpest, grazie alla vittoria interna per 5-2 che di fatto rese indolore la sconfitta per 3-1 a Budapest. In semifinale affrontò i tedeschi occidentali del Colonia vincendo 4-1 al Mestalla e perdendo 2-0 al Müngersdorfer Stadion.
Il Real Saragozza iniziò il cammino europeo contro i greci dell'Īraklīs vincendo sia in casa sia in trasferta per un totale di 9-1. Agli ottavi gli spagnoli affrontarono gli svizzeri del Losanna, battendoli in casa 3-0 e in Svizzera 2-1. Ai quarti di finale Los Blanquillos incontrarono i temibili italiani della Juventus che sconfissero per 3-2 in casa per poi pareggiare 0-0 il ritorno a Torino. In semifinale i belgi dell'RFC Liegi vinsero 1-0 la gara d'andata ma persero 2-1 il ritorno a Saragozza. Poiché non era stata ancora introdotta la regola dei gol fuori casa, fu necessario uno spareggio che vide vincitori gli aragonesi per 2-0.

## La partita
A Barcellona va in scena la prima finale unica nella storia della Coppa delle Fiere tra il Real Saragozza, forte dei 21 gol realizzati finora, e il Valencia duplice campione in carica. La gara è scoppiettante con molteplici occasioni da una parte e dall'altra, sebbene si sblocchi solo sul finire del primo tempo. Al quarantesimo un corner di Marcelino Martínez trova la testa di Juan Manuel Villa che realizza il gol dell'1-0 per il Saragozza. Passano pochi minuti e José Urtiaga sorprende la difesa aragonese e segna il gol che vale il pareggio. Nella seconda metà di gioco il Real Saragozza è più incisivo e al ventesimo passa in vantaggio con un gol di Marcelino che riceve palla da Carlos Lapetra e ribatte forte in rete. Il Valencia attacca a testa bassa e a un minuto dal triplice fischio reclama per un calcio di rigore non concesso dall'arbitro, il quale per proteste espelle Suco. Il Saragozza vince così il primo trofeo continentale ed è la quinta Coppa delle Fiere su sei, vinta da una squadra spagnola.

## Tabellino
| Arbitro: | Joaquim dos Campos |

|                         |           |             |
| Villa 40’ Marcelino 63’ | Marcatori | 42’ Urtiaga |

| Real Saragozza | Valencia |

| POR         | 1 | Enrique Yarza        |
| DIF         |   | Joaquín Cortizo      |
| DIF         |   | Francisco Santamaría |
| DIF         |   | Severino Reija       |
| CEN         |   | Santiago Isasi       |
| CEN         |   | Pepín                |
| ATT         |   | Canário              |
| ATT         |   | Duca                 |
| ATT         |   | Marcelino Martínez   |
| ATT         |   | Juan Manuel Villa    |
| ATT         |   | Carlos Lapetra       |
| Allenatore: |   |                      |
| Luis Belló  |   |                      |

| POR         | 1 | Ricardo Zamora de Grassa |     |
| DIF         |   | Alberto Arnal            |     |
| DIF         |   | Francisco Vidagańy       |     |
| CEN         |   | Paquito                  |     |
| DIF         |   | Juan Carlos Quincoces    |     |
| CEN         |   | Roberto Gil              |     |
| ATT         |   | Suco                     | 89’ |
| ATT         |   | Vicente Guillot          |     |
| ATT         |   | Waldo                    |     |
| ATT         |   | José Antonio Urtiaga     |     |
| ATT         |   | Ficha                    |     |
| Allenatore: |   |                          |     |
| Pasieguito  |   |                          |     |